# Tratado anglo-neerlandés de 1824
El Tratado anglo-neerlandés de 1824, también conocido como el Tratado de Londres (en neerlandés: Verdrag van Londen), fue un tratado firmado entre el Reino Unido y el Reino Unido de los Países Bajos en Londres el 17 de marzo de 1824. El tratado debía resolver las disputas derivadas de la ejecución del tratado anglo-neerlandés de 1814. Por los Países Bajos, lo firmaron Hendrik Fagel y Anton Reinhard Falck, y por los británicos, George Canning y Charles Williams-Wynn.

## Historia
El Tratado anglo-neerlandés de 1824, diseñado para resolver muchas de las cuestiones que habían surgido por la ocupación británica de las posesiones coloniales neerlandesas durante las Guerras napoleónicas, así como las relativas a los derechos de comercio que existían desde hacía cientos de años en las Islas de las Especias entre ambas naciones, era un tratado que abordaba una amplia gama de cuestiones y no describía claramente las limitaciones de la expansión de ninguna de las partes en el Sudeste Asiático Marítimo.
El Asentamiento británico de Singapur, sobre la península de Malaca, fundado en 1819 por Sir Stramford Raffles, exacerbó la tensión entre las dos naciones, sobre todo porque los neerlandeses afirmaban que el tratado firmado entre Raffles y el sultán de Johor no era válido, y que el sultanato de Johor estaba bajo la esfera de influencia neerlandesa. Las cuestiones en torno a la suerte del derecho de los neerlandeses al comercio dentro de la India británica y de las antiguas posesiones neerlandesas en la zona también se convirtió en un punto de discordia entre Calcuta y Batavia. En 1820, bajo la presión de los comerciantes británicos con intereses en Extremo Oriente, comenzaron las negociaciones para aclarar la situación en el Sudeste Asiático.

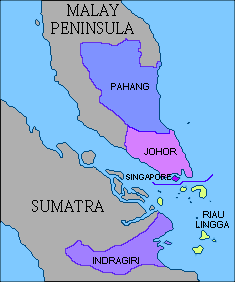
División del Imperio Johor antes y después del Tratato anglo-neerlandés de 1824
----
Bajo influencia británica:
Sultanato de Johor
Reino del Pahang
Singapur
----
Bajo influencia neerlandesa:
Sultanato de Indragiri
Sultanato de Riau-Lingga

Las negociaciones entre Canning y Fagel comenzaron el 20 de julio de 1820. Los neerlandeses fueron inflexibles sobre su exigencia del abandono británico de Singapur. De hecho, Canning no estaba seguro de las circunstancias exactas en las que Inglaterra adquirió Singapur, y en primer lugar se discutieron sólo las cuestiones no controvertidas, como los derechos de libre navegación y la eliminación de la piratería, que se acordaron. Los debates sobre el tema fueron suspendidos el 5 de agosto de 1820, y no se reanudaron hasta 1823, fecha en la cual el valor comercial de Singapur fue bien reconocido por los británicos.  
Las negociaciones se reanudaron el 15 de diciembre de 1823, y las discusiones se centraron en el establecimiento de esferas de influencia claras en la región. Los neerlandeses, al darse cuenta de que no se podía frenar el crecimiento de Singapur, presionaron para lograr un intercambio en el que abandonaban sus pretensiones al norte del estrecho de Malaca y sus colonias indias a cambio de la confirmación de sus pretensiones al sur del estrecho, incluida la colonia británica de Bencoolen. El tratado final fue firmado el 17 de marzo de 1824 por Fagel y Canning. Y fue ratificado por el Reino Unido el 30 de abril de 1824 y por los Países Bajos el 2 de junio de 1824. Las ratificaciones se intercambiaron en Londres el 8 de junio de 1824.

## Términos
El tratado establecía que los individuos de las dos naciones estaban autorizadas para el comercio en los territorios británicos de la India, Ceilán y las actuales Indonesia y Malasia, sobre la base del principio de la "nación más favorecida", pero obedeciendo las leyes locales. Limitaba las tarifas aduaneras que podían cobrarse a los particulares o a los buques de la otra nación. También se comprometían a no hacer más tratados con países orientales que excluyeran el comercio con la otra nación, y a no utilizar sus derechos civiles y las fuerzas militares para impedir el comercio. Acordaron oponerse a la piratería y a no esconder o proteger a los piratas, o permitir la venta de mercancías piratas, y en impedir que sus funcionarios abran nuevas oficinas en las islas Indias Orientales sin permiso de su gobierno en Europa.
- Se acuerda que los súbditos británicos tienen permitido el comercio con las Islas Molucas pertenecientes a los Países Bajos, en particular en Ambon, Banda y Ternate.
- Los Países Bajos ceden todos sus establecimientos en el subcontinente indio y los derechos asociados con ellos.
- El Reino Unido cede su fábrica de Fort Marlborough en Bencoolen (Bengkulu) y todos sus bienes en la isla de Sumatra a los Países Bajos y se comprometen a no establecer otra oficina en la isla o a hacer un tratado con sus gobernantes.
- Los Países Bajos ceden la ciudad y fortaleza de Malacca y se comprometen a no abrir ninguna oficina en la península malaya o hacer cualquier tratado con sus gobernantes.
- El Reino Unido retira su oposición a la ocupación de la isla de Billiton por los Países Bajos.
- Los Países Bajos retiran su oposición a la ocupación de la isla de Singapur por el Reino Unido.
- El Reino Unido se compromete a no establecer ningún cargo en la Islas Carimon o en las islas de Batam, Bintan, Lingin, o cualquiera de las otras islas al sur del estrecho de Malaca, ni a hacer tratados con los gobernantes de estos lugares.

Todas las transferencias de bienes y establecimientos tendrían lugar el 1 de marzo de 1825. Además acordaron que la devolución de Java a los Países Bajos, con arreglo a un convenio en Java de 24 de junio de 1817, estaría resuelta (además del pago de una suma de 100.000 libras esterlinas de los Países Bajos a Londres) antes de finales de 1825. El tratado fue ratificado por el Reino Unido el 30 de abril de 1824 y por los Países Bajos el 2 de junio de 1824.

## Consecuencias
El Tratado anglo-neerlandés de 1824 dividió oficialmente al mundo malayo en dos: Malaya, que fue gobernada por el Reino Unido, y las Indias Orientales Neerlandesas, que fueron gobernadas por los Países Bajos. Los Estados sucesores de Malaya y las Indias Orientales Neerlandesas son hoy en día Malasia e Indonesia respectivamente. La línea que separa las esferas de influencia entre los británicos y los neerlandeses en última instancia se convirtió en la frontera entre Indonesia y Malasia.
El tratado se produjo en un momento en que la influencia de la Compañía Británica de las Indias Orientales estaba disminuyendo y el mercado individual estaba ganando más influencia en Gran Bretaña. El énfasis que hacía el tratado sobre el tema del territorio y el ámbito de influencia está en consonancia con la política de la Compañía en la India y en otros lugares, pero tras cuatro años de largas negociaciones, la existencia de Singapur empezó a favorecer más a los nuevos comerciantes independientes y sus empresas. Dado que esto se produjo en el momento final del monopolio de la Compañía sobre la zona, el posterior auge de Singapur como un puerto libre, primer ejemplo del nuevo imperialismo británico del libre comercio, se puede considerar como un resultado directo de sus condiciones en el tratado.